# Delias sigit
Delias sigit är en fjärilsart som beskrevs av Van Mastrigt 1990. Delias sigit ingår i släktet Delias och familjen vitfjärilar. Inga underarter finns listade i Catalogue of Life.